# Fajã dos Cubres

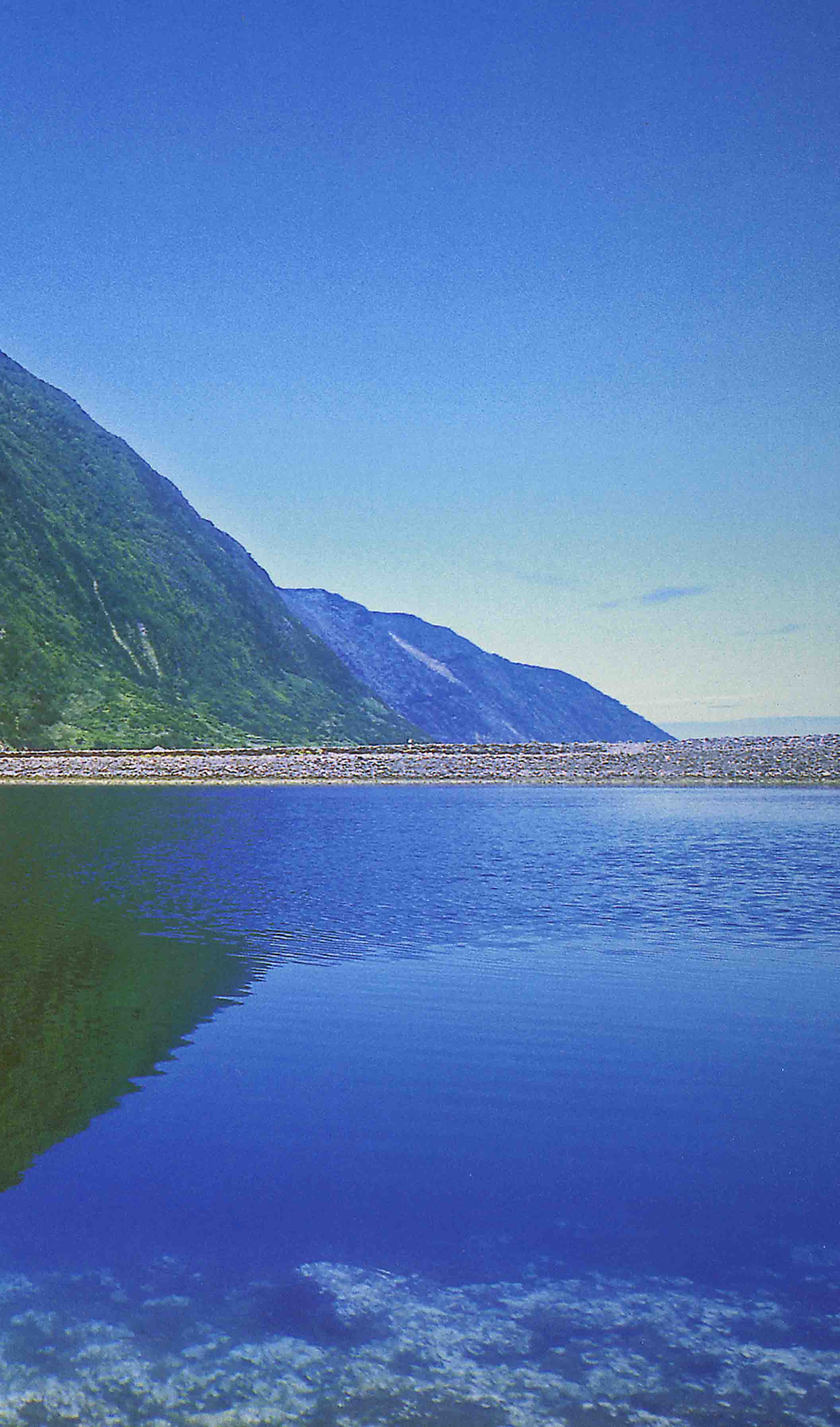
Lagoa da Fajã dos Cubres, voltada à Fajã de Santo Cristo.

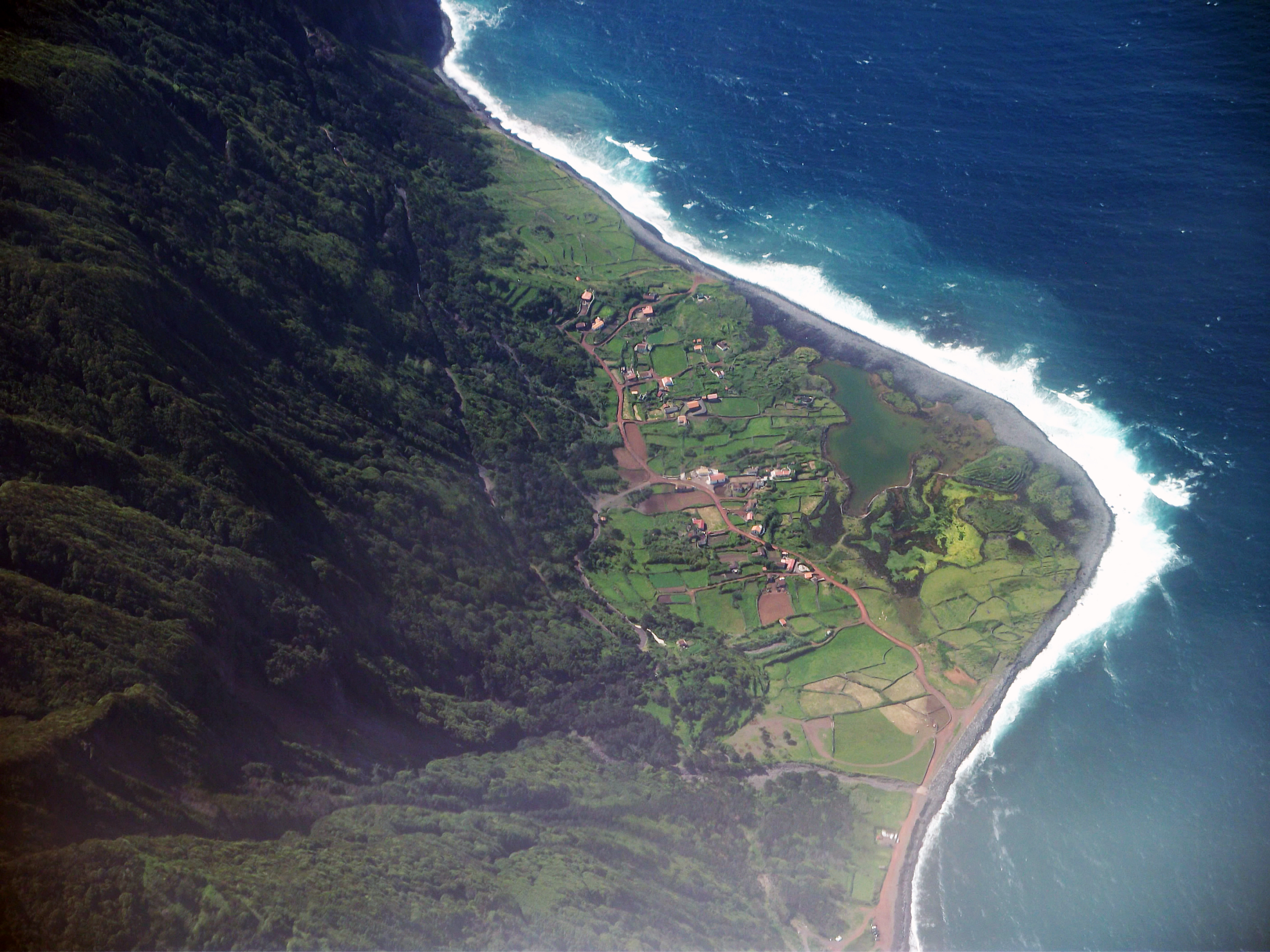
Fajã dos Cubres vista do ar.

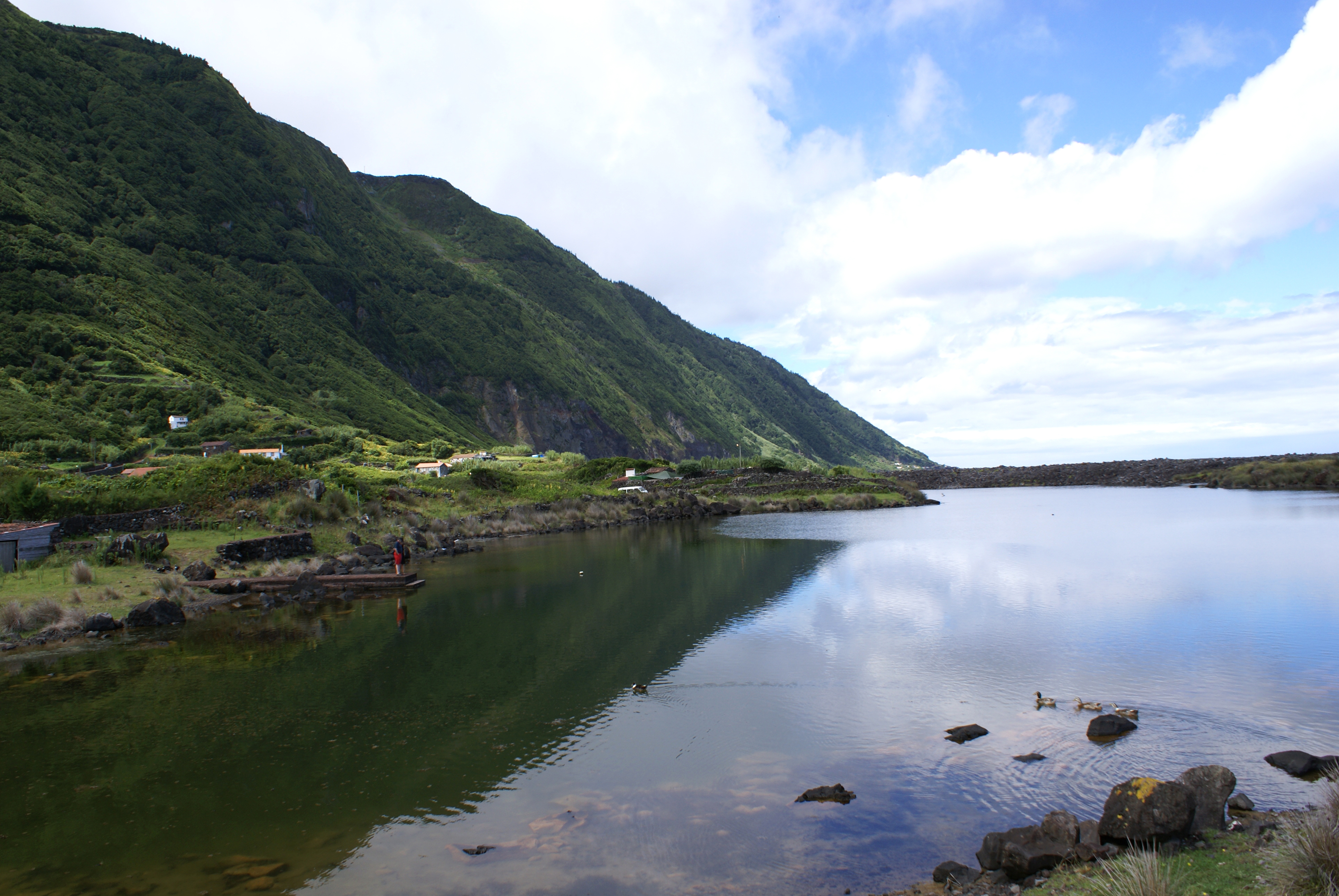
Lagoa da Fajã dos Cubres e um cais.

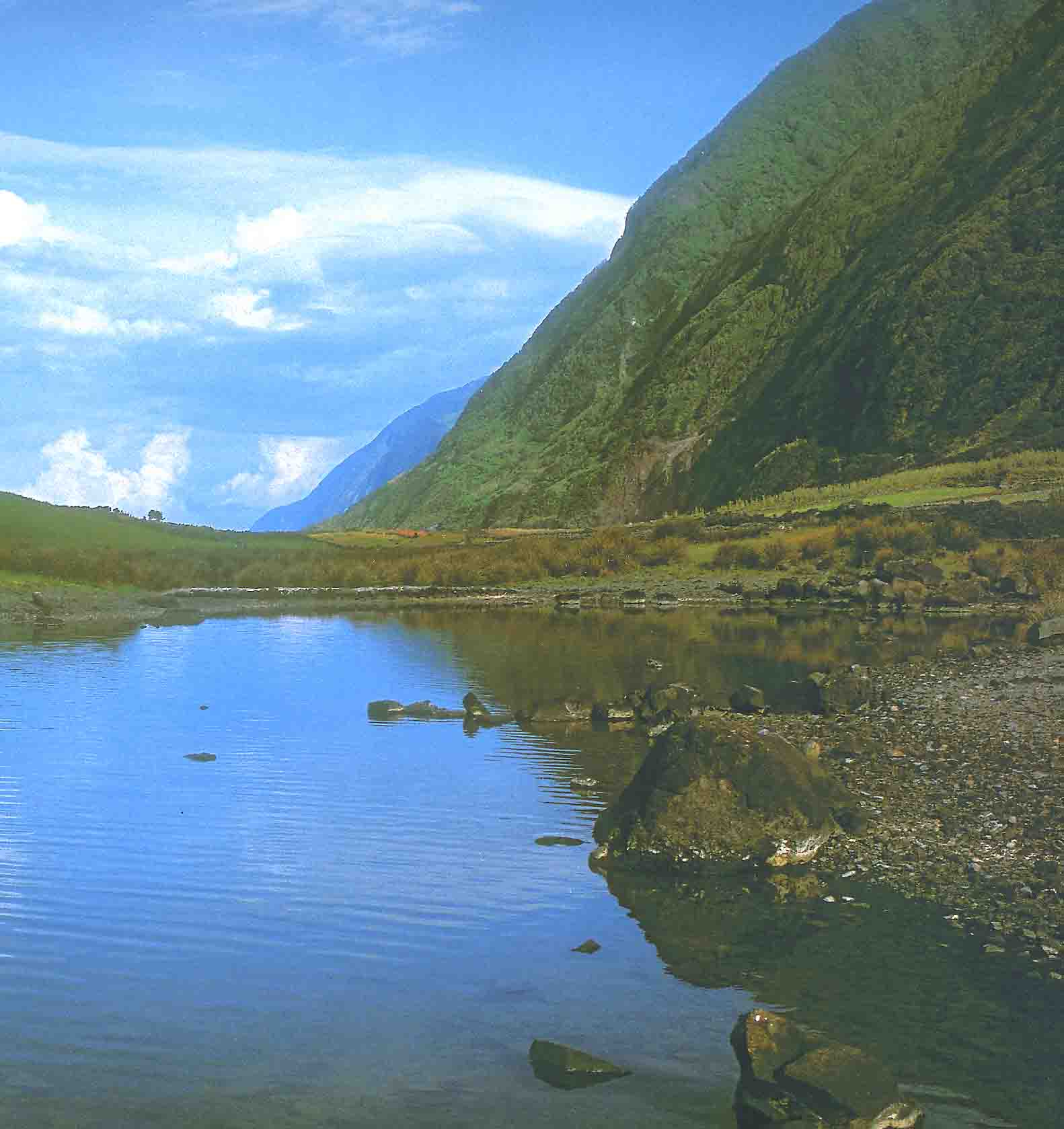
Lagoa da Fajã dos Cubres, voltada à Fajã de Santo Cristo.

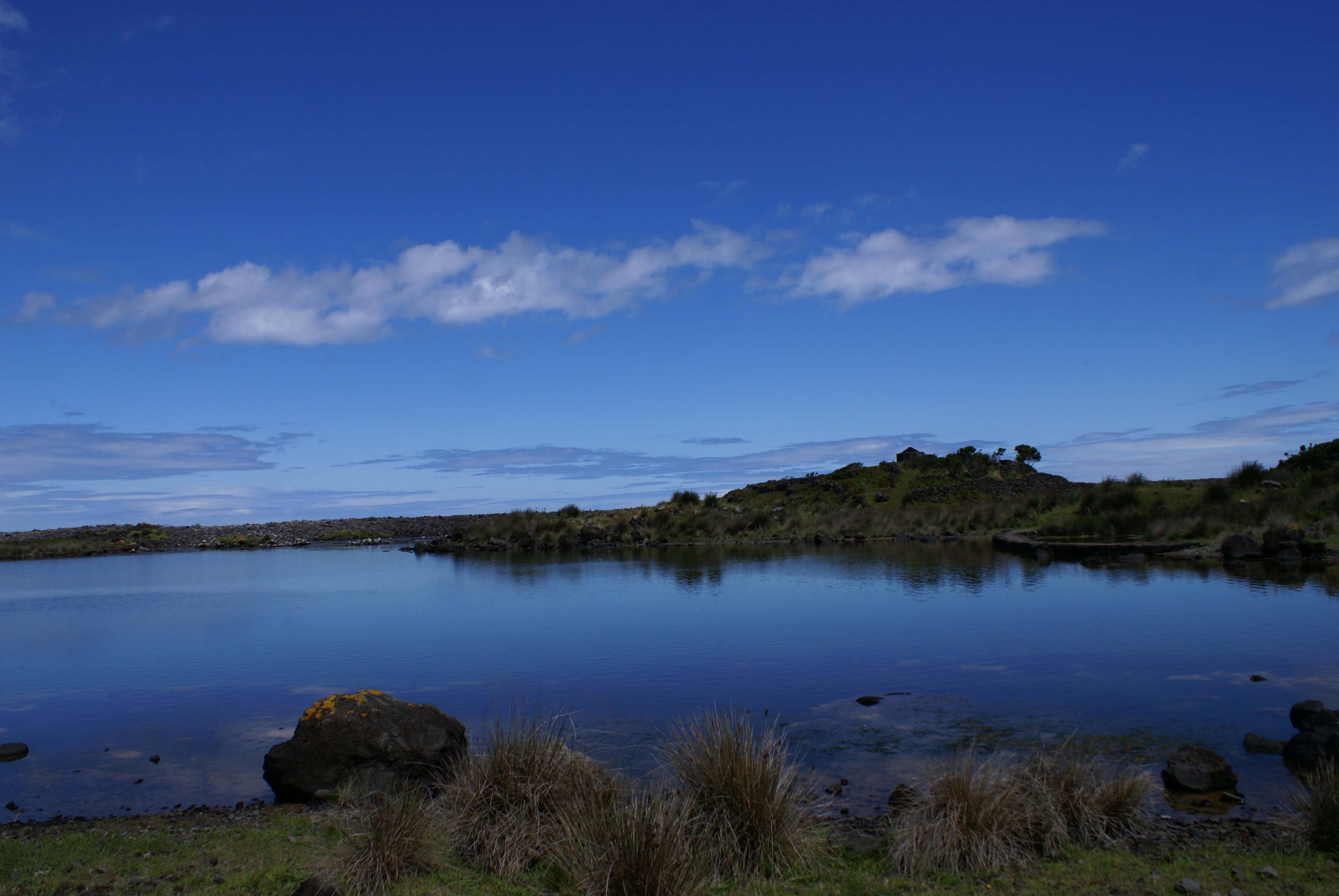
Lagoa da Fajã dos Cubres e as cores.

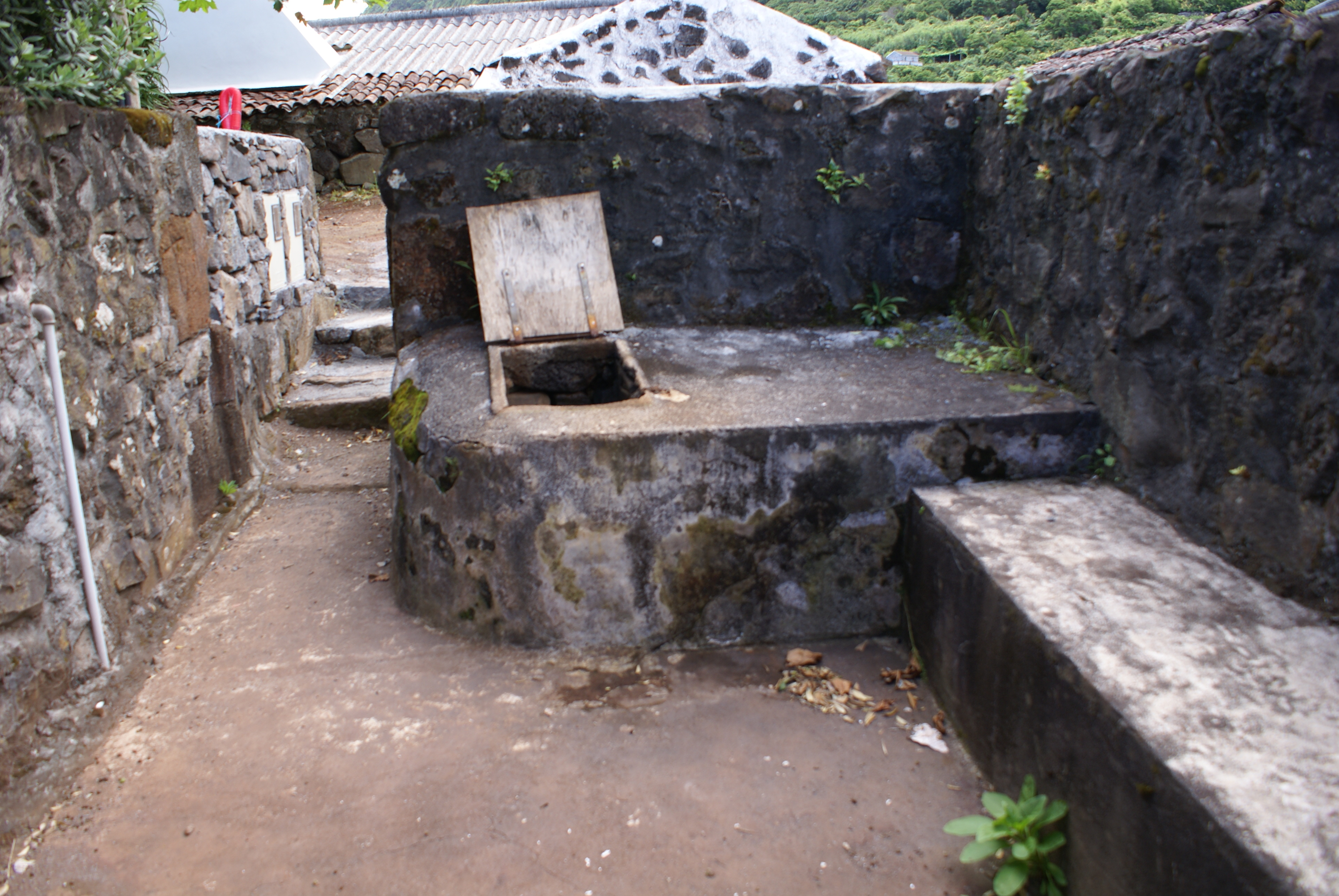
Lagoa da Fajã dos Cubres, voltada à Fajã de Santo Cristo.

A Fajã dos Cubres está provavelmente entre uma das mais bonitas e exóticas fajãs da ilha de São Jorge, localiza-se na freguesia de Ribeira Seca, concelho da Calheta.

## Descrição
Esta fajã está classificada como Sítio de Importância Internacional ao abrigo da Convenção de Ramsar, relativa à Convenção sobre Zonas Húmidas de Importância Internacional, especialmente como Habitat de Aves Aquáticas.
O nome curioso desta fajã provêm de uma planta de pequenas flores amarelas, os Cubres, que dá pelo nome cientifico de (Solidago sempervirens L.). Esta fajã que pertence à freguesia da Ribeira Seca, da costa Norte da ilha embora bastante grande não é habitada de forma permanente.
O caminho de acesso faz-se por uma estrada aberta na rocha, e asfaltada em 1993. É por essa estrada que passam a maioria dos romeiros, visitantes e turistas que vão à Fajã da Caldeira de Santo Cristo.
Os pescadores de quase toda a ilha deslocam-se à Lagoa dos Cubres para apanharem camarão que serve para isca de pesca à garoupa. Para isso utilizam pequenas redes de malha fina a que chamam camaroeiros.
A Lagoa é de água salobra e sujeita às marés que fazem oscilar as suas águas contribuindo para a oxigenação das mesmas. Aí se pescam mujas, nome dado pelos locais às jovens tainhas  que se ocultam entre a abundante vegetação que cresce nas suas águas. Nas margens da lagoa, as pastagens interiores, abundam com junco, e gado que pasta livremente.
O pequeno povoado desta fajã foi completamente arrasado pelo terramoto de 9 de Julho de 1757. Reconstruída e repovoada com o passar dos anos, voltou a sofrer grandes estragos com o terramoto de 1980.
Os proprietários voltaram, apesar das vicissitudes a reconstruir as casas que actualmente se apresentam com o aspecto e as comodidades da era moderna que apesar do conforto inerente descaracterizam bastante a paisagem única da fajã.
Aqui existiu, há muito tempo uma escola primária que encerrou por falta de alunos.
As pessoas das freguesias próximas vão aí cultivar os terrenos que são muito produtivos. Há abundância de milho, vinha, e batata, o tomate e a cebola também são produzidos embora não em tanta quantidade como antigamente. O inhame é cada vez mais escasso uma vez que praticamente deixaram de ser cultivados.
No Inverno, há criadores de gado do Norte Pequeno e Ribeira Seca que vão para aí invernar os seus animais. Dos velhos tempos, há muito passados, ainda restam seis fios de lenha, pouco utilizados na actualidade.
Nunca existiu porto na fajã dos Cubres. Os barcos eram varados no calhau. A pesca era feita da pedra e de barco, com cana e anzol e também com redes que, devido à proibição recente, deixaram de ser usadas. Os peixes mais abundantes são: a tainha, a veja, a anchova e o bodião.
A festa de Nossa Senhora de Lourdes, nome pelo qual também é conhecida a fajã, realiza-se no segundo domingo de Setembro e consta de Missa, Procissão e arrematações das ofertas levadas pelos fiéis.
Benzida a 18 de Outubro de 1908, a Ermida de Nossa Senhora de Lourdes tem uma bonita e antiga imagem do Senhor dos Passos num andor de talha dourada.
Nas traseiras da igreja fica um poço de baixa-mar, cuja água é tida por milagrosa. É de tradição os doentes beberem-na para cura dos seus males.
Os peregrinos que vêm de toda a ilha, a pé, lavam-se na fresca água da Nossa Senhora de Lourdes para eliminar o cansaço. No regresso a casa, levam recipientes cheios com a mesma água para distribuir um pouco por vizinhos e amigos.
Esta fajã não tem nascentes nem ribeiras de curso permanente, e por consequência quase todas as casas possuem cisterna.
Para além das Ribeiras de José Inácio, do Grotão e dos Silros, existem mais três. Todas elas correm apenas no Inverno, quando há  abundância de chuvas nas montanhas a montante.

## Algumas das espécies deavesobserváveis ao longo do ano
- Gaivina (Laridae)
- Freira-do-bugio (Pterodroma feae)
- Cagarra-de-cory (Calonectris diomedea) (65% da população mundial desta espécie reproduz-se nos Açores)
- Estapagado (Puffinus puffinus)
- Angelito (Oceanodroma castro)
- Rabo-de-palha-de-bico-vermelho (Phaethon aethereus)
- Marrequinha-comum (Anas crecca)
- Pato-real (Anas platyrhynchos)
- Codorniz (Coturnix coturnix)
- Galinha-d'água-comum (Gallinula chloropus)
- Borrelho-de-coleira-interrompida (Charadrius alexandrinus)
- Narceja (Gallinago gallinago)
- Galinhola (Scolopax rusticola)
- Gaivota-do-cáspio (Larus cachinnans)
- Garajau-comum (Sterna hirundo)
- Garajau-rosado (Sterna dougallii)
- Garajau-escuro (Sterna fuscata)
- Pombo-das-rochas (Columba livia)
- Pombo-torcaz-dos-açores (Columba palumbus azorica)
- Mocho-pequeno (Asio otus)
- Alvéola-cinzenta (Motacilla cinerea)
- Estorninho-malhado (Sturnus vulgaris)
- Toutinegra-de-barrete-preto (Sylvia atricapilla)
- Estrelinha-de-poupa (Regulus regulus)
- Pisco-de-peito-ruivo (Erithacus rubecula)
- Melro-preto (Turdus merula)
- Pardal-comum (Passer domesticus)
- Canário (Serinus canaria)
- Verdilhão (Carduelis chloris)
- Pintassilgo (Carduelis carduelis)

## Alguma da fauna marítima observável
- Solha (Bothus podas maderensis),
- Salmonete (Mullus surmuletus),
- Peixe-balão (Sphoeroides marmoratus),
- Garoupa (serranídeos),
- Bodião (labrídeos),
- Sargo (Dictyota dichotoma),
- Ouriço-do-mar-negro (Arbacia lixula),
- Ouriço-do-mar-roxo (Strongylocentrotus purpuratus),
- Lapa (Docoglossa),
- Peixe-porco (Balistes carolinensis),
- Caranguejo-eremita (Calcinus tubularis),
- Peixe-rei (Coris julis),
- Polvo (Octopus vulgaris),
- Estrela-do-mar (Ophidiaster ophidianus),
- Água-viva (Pelagia noctiluca),
- Caravela-portuguesa (Physalia physalis),
- Ratão (Taeniura grabata),
- Chicharro (Trachurus picturatus).
- Toninha-brava (Tursiops truncatus),
- Tartaruga-careta (Caretta caretta).
- Craca (Megabalanus azoricus).

## alguma da flora marítima dominante
- Alga vermelha (Asparagopsis armata).
- Alga Roxa (Bonnemaisonia hamifera).
- Anémona-do-mar (Alicia mirabilis),
- Anémona-do-mar (Actiniaria),
- Alga castanha (Dictyota dichotoma),
- Ascídia-flor (Distaplia corolla),
- Musgo (Pterocladiella capillacea),
- Erva-patinha-verde (Ulva intestinalis),
- Alface do mar (Ulva rigida)

## Galeria

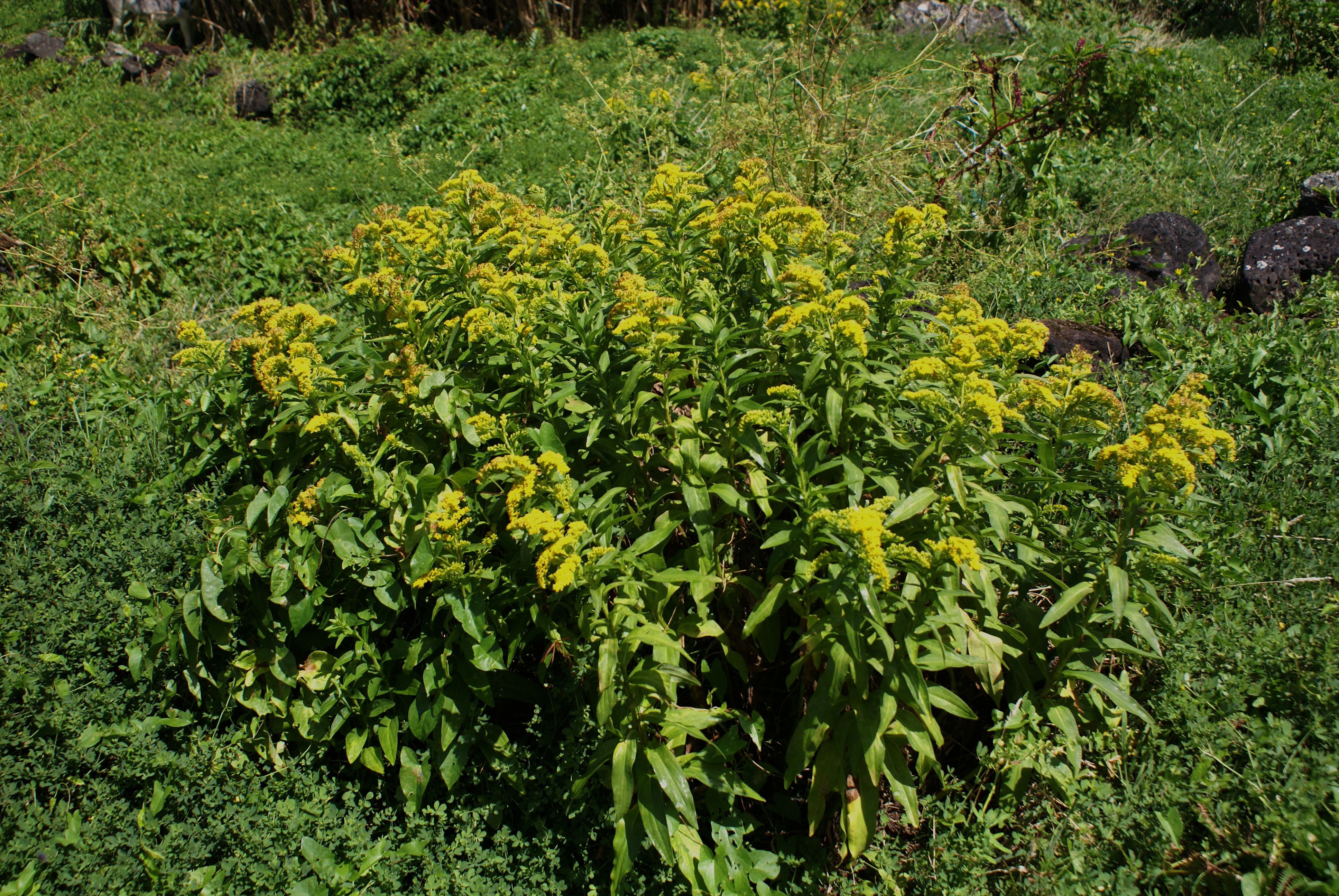
Solidago sempervirens.
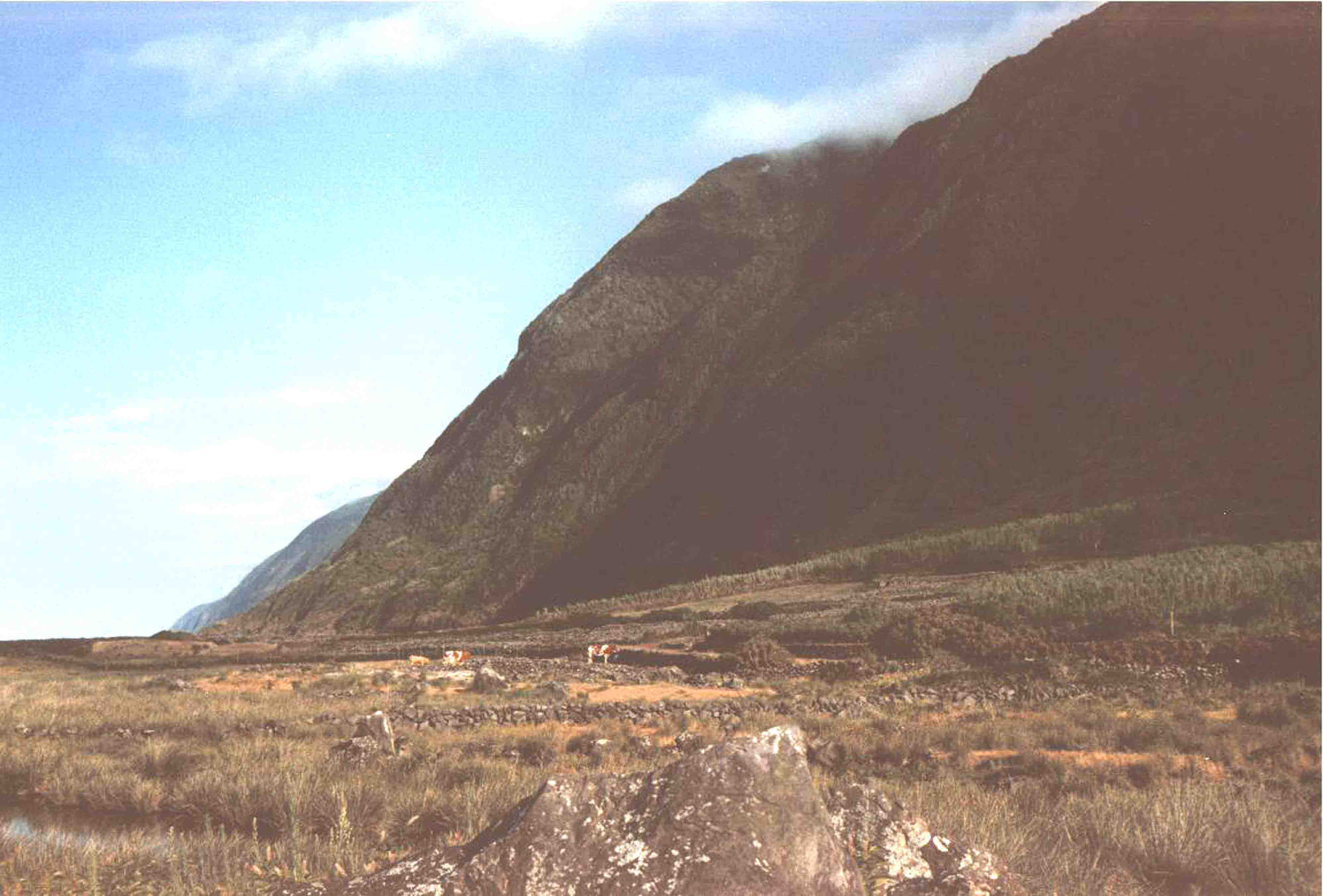
Outro aspecto da Lagoa da fajã dos Cubres. A falésia.
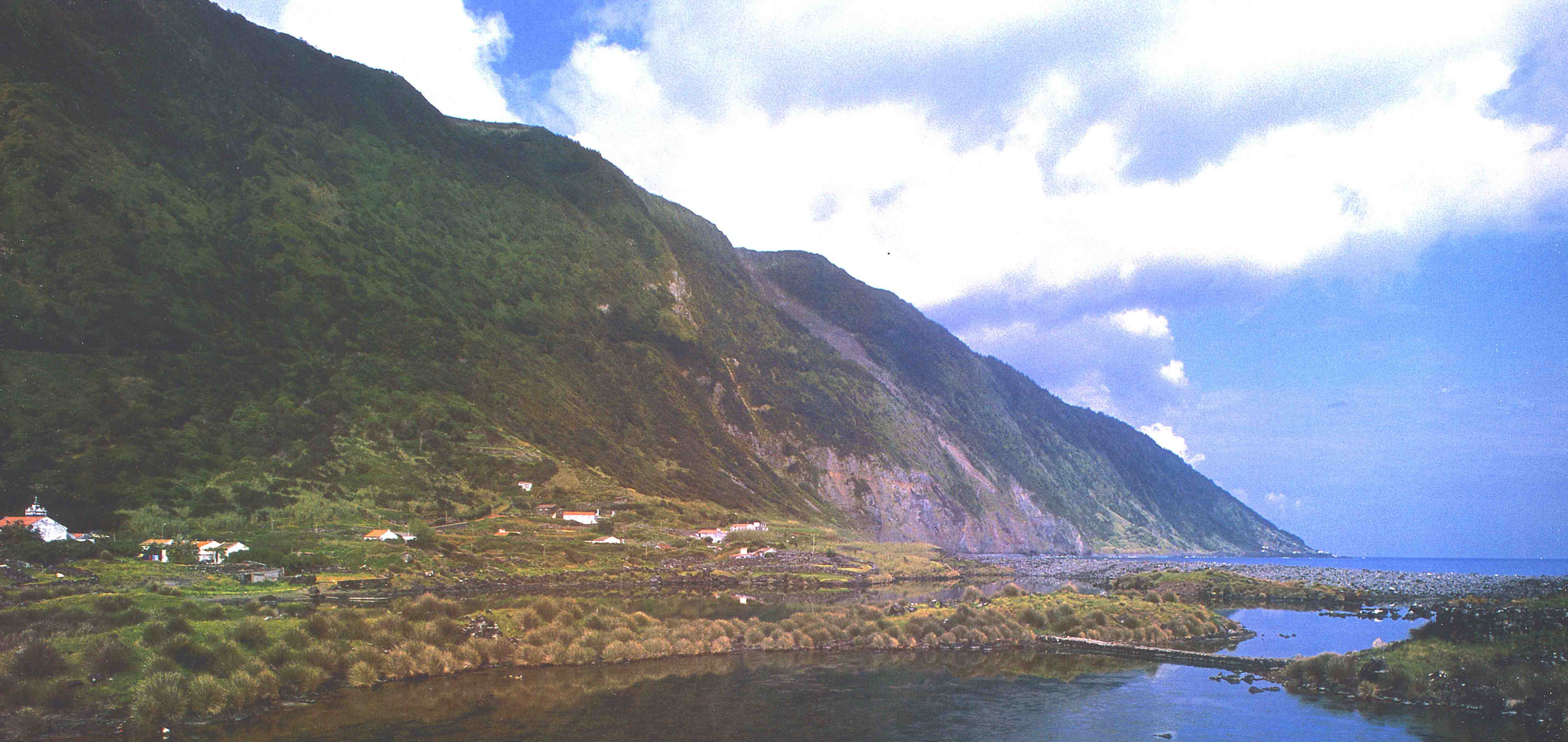
Outra vista da Lagoa da Fajã dos Cubres.
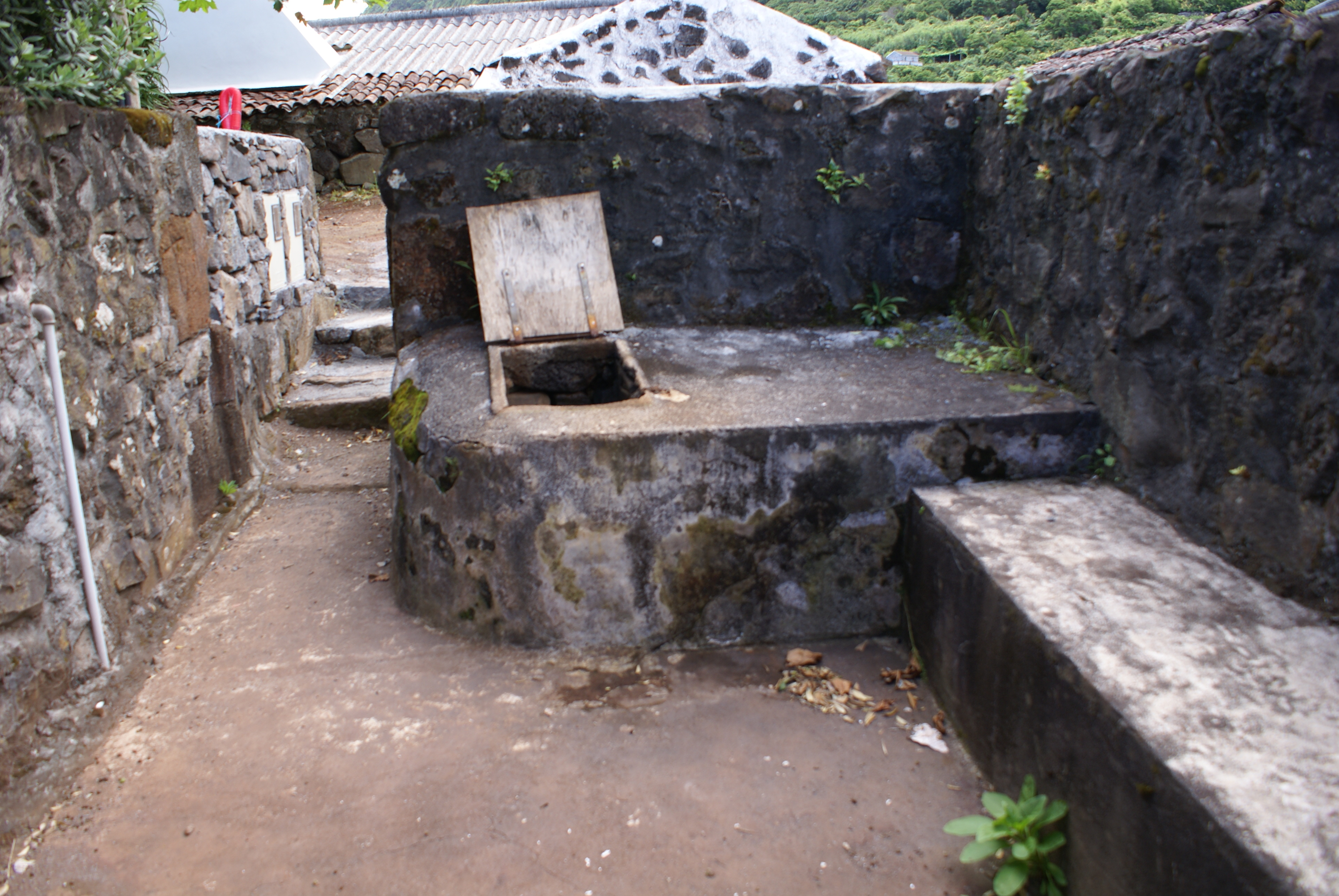
Lagoa da Fajã dos Cubres, voltada à Fajã da Caldeira de Santo Cristo.
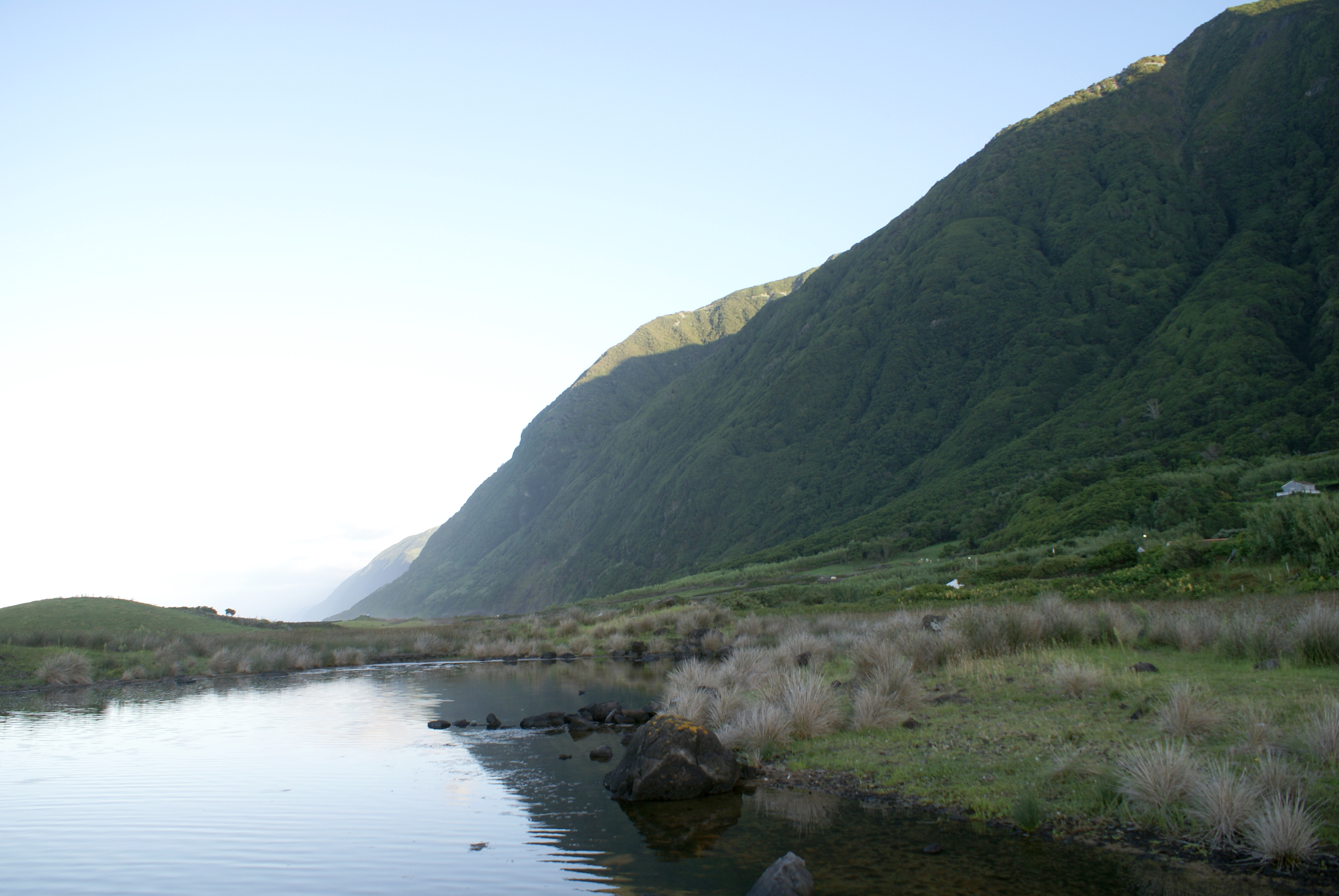
Lagoa da Fajã dos Cubres e a falésia